# Municipio de Taylor (Dakota del Norte)
El municipio de Taylor (en inglés: Taylor Township) es un municipio ubicado en el condado de Sargent en el estado estadounidense de Dakota del Norte. En el año 2010 tenía una población de 39 habitantes y una densidad poblacional de 0,42 personas por km².

## Geografía
El municipio de Taylor se encuentra ubicado en las coordenadas 45°58′45″N 97°41′47″O / 45.97917, -97.69639. Según la Oficina del Censo de los Estados Unidos, el municipio tiene una superficie total de 93.82 km², de la cual 93,32 km² corresponden a tierra firme y (0,54 %) 0,51 km² es agua.

## Demografía
Según el censo de 2010, había 39 personas residiendo en el municipio de Taylor. La densidad de población era de 0,42 hab./km². De los 39 habitantes, el municipio de Taylor estaba compuesto por el 100 % blancos. Del total de la población el 0 % eran hispanos o latinos de cualquier raza.